# Bruno Genesio
Pour les articles homonymes, voir Genesio.
Bruno Genesio, né le 1er septembre 1966 à Lyon, est un footballeur professionnel français, évoluant au poste de milieu de terrain, devenu entraîneur.

## Biographie

### Carrière de joueur
Il commence sa carrière professionnelle en 1985 avec l'Olympique lyonnais. Il évolue au poste de milieu de terrain et côtoie notamment Rémi Garde, évoluant au même poste que lui.
Durant la saison 1993-1994, il est prêté à l'OGC Nice qui évolue alors en D2 française, et qui remporte cette saison le titre.
Il rejoint le FC Martigues en 1995 pour sa dernière année comme joueur.

### Carrière d'entraîneur

#### FC Villefranche (1999-2001)
Sa carrière en tant qu'entraîneur débute difficilement. Après avoir repris les rênes du FC Villefranche en fin de saison 1998-1999, il ne peut le maintenir en CFA la saison suivante. Lors de la saison 2000-2001, il ne remporte que 7 matchs sur 30. Il est limogé à quatre journées de la fin du championnat qui voit le club être relégué en DH. En janvier 2002, il est diplômé du DEF (Diplôme d'entraîneur de football).

#### RC Besançon (2005-2006)
Il retrouve un nouveau défi au RC Besançon en CFA lors de la saison 2004-2005. Le club obtient des résultats très moyens et il est limogé après 8 mois.

#### Olympique lyonnais équipe réserve (2009-2011)
Il intègre le staff de l'Olympique lyonnais en 2005. Il devient entraîneur adjoint de Rémi Garde en 2011 à la demande de celui-ci nouvellement nommé. À ce titre, il participe à la victoire en finale de Coupe de France 1-0 face à Quevilly en 2012.
Il conserve ce poste d'adjoint sous l'ère Hubert Fournier.

#### Olympique lyonnais (2015-2019)
Le 24 décembre 2015, il devient entraineur principal à la suite du limogeage d'Hubert Fournier à cause d'une élimination précoce en Coupe d'Europe et d'un mauvais classement en Ligue 1.
Son premier match officiel se termine par une victoire 7-0 face à Limoges en Coupe de France et son premier match en Ligue 1 en tant qu’entraîneur principal, qui est aussi le premier match du club dans son nouveau stade le Parc Olympique lyonnais, se solde par une victoire 4-1 face à l'ESTAC Troyes.
Il parvient à redresser la situation en Championnat de France pour finalement terminer deuxième de Ligue 1, avec, en point d'orgue, une victoire 6-1 face à AS Monaco lors de la 37e journée de Ligue 1, match décisif pour la seconde place qualificative pour la Ligue des champions. Mais il échoue en quart de finale de Coupe de la Ligue (2-1) ainsi qu'en huitième de finale de Coupe de France (3-0), dans les deux cas contre le Paris Saint-Germain futur vainqueur.
Sa deuxième saison est plus contrastée. Elle commence par une élimination en phase de groupes de la Ligue des Champions, en terminant 3e dans la poule de la Juventus de Turin, futur finaliste contre le Real Madrid. Reversé en Ligue Europa, le club échoue en demi-finale contre l'Ajax Amsterdam (5-4 sur les deux matchs). Le début du parcours en Ligue 1 est décevant, oscillant entre la 7e et la 10e place. Ce n'est qu'à partir de la 17e journée que le club se stabilise à la 4e place, lui permettant d'accrocher une qualification directe en Ligue Europa.
Durant cette saison, son bilan pour 56 matchs joués est de 28 victoires (50 %), 8 nuls (14,3 %) et 20 défaites (35,7 %).
Durant l'exercice 2017-2018, après un passage à vide entre la 6e et la 8e journée, le club s'installe dans la zone qualificative pour les coupes d'Europe dès la 8e journée. Une série de matchs sans victoire, une élimination en quart de finale de Coupe de France face au SM Caen, puis une élimination contre le CSKA Moscou (par la règle des buts marqués à l'extérieur) en Ligue Europa, plongent le club dans une crise. Mais une série de huit victoires consécutives amène le club à la deuxième place, assurant une qualification directe pour la C1. Le faux-pas contre Strasbourg au Stade de la Meinau lors de la 37e journée est sans conséquence puisque la victoire en Ligue Europa de l'Atlético de Madrid déjà qualifié via son championnat national, rend la 3e place directement qualificative pour la phase de groupes.
Parmi les victoires de prestige cette saison-là, on peut noter celle à domicile 2-1 face au PSG, celle à l'extérieur 5-0 face à l'OGC Nice et surtout celle contre le rival stéphanois 5-0 à Geoffroy-Guichard.
Pour son dernier match de la saison, l'OL s'impose face à l'OGC Nice (3-2) dans un Groupama Stadium partagé entre la joie du retour de la C1 et son rejet de l'entraîneur.
Comme la saison précédente, le club commence l'exercice 2018-2019 un peu au ralenti. Ce n'est qu'à partir de la 11e journée qu'il s'installe définitivement dans les places qualificatives pour L'Europe avant de finir 3e en fin de saison, sans avoir lâché cette place depuis la 21e journée.
Comme la saison précédente, il s'agit d'une place directement qualificative pour la phase de groupes de la C1 puisque Chelsea qui a remporté la Ligue Europa est aussi qualifié via son championnat national.
Le 13 avril 2019, après le match perdu 2-1 face à Nantes, il annonce à ses joueurs qu’il quittera l’OL en fin de saison 2018-2019. C'est donc après une victoire 4-0 face à Caen (4-0) et quatre saisons où il aura toujours obtenu une qualification en coupe d'Europe - dont trois en Ligue des champions - qu'il quitte le club.
Lors de son passage à Lyon, il gagne notamment le surnom de « Pep Genesio », d'abord utilisé ironiquement par les commentateurs sportifs et les supporteurs, moquant l'écart entre l'admiration qu'a Genesio pour Pep Guardiola et ses soi-disant stratégies limitées,, il finit par lui être régulièrement accolé, les médias étrangers l'utilisant parfois même au premier degré,,. Cette comparaison avec le manager catalan abouti toutefois sur une confrontation flatteuse pour le lyonnais : lors de la saison 2018-2019 de Ligue des champions Lyon remporte en effet sa double confrontation avec le Manchester City de Guardiola, avec une victoire à Manchester et un match nul à Lyon.

#### Beijing Guoan (2019-2021)
À la suite de son départ de Lyon, il est sollicité par la DTN du Maroc, Dijon, Al-Hilal et  Newcastle. Tout proche de rejoindre le club anglais, il ne peut signer le contrat escompté en raison d'une annulation de la vente du club, le propriétaire Mike Ashley ayant changé d'avis. Il s'engage le 31 juillet 2019 avec le club chinois du Beijing Guoan pour une durée de six mois, soit jusqu'au terme de la saison, en remplacement du technicien allemand Roger Schmidt. Troisième lors de sa prise de fonction à seulement quatre points du leader Guangzhou Evergrande, sa mission est d'accrocher un des deux sièges de la Chinese Super League qualificatifs pour la Ligue des champions d'Asie. Il a dix rencontres pour ce faire et confie lors de sa conférence de présentation « apprécier son équipe avec des joueurs de talent » et « avoir quatre mois pour bien travailler et tenter d'aller chercher le titre ». Il côtoie à cet effet l'ancien sochalien Cédric Bakambu ou le brésilien Renato Augusto. Malgré une fin d'exercice intéressante, le club atteignant le record de points de son histoire (70), les « gardes impériaux » échouent à deux unités du titre, décroché par le Guangzhou Evergrande de Fabio Cannavaro. Le Beijing Guoan est néanmoins qualifié pour la campagne suivante de la Ligue des champions asiatique.
La direction du club lui renouvelle sa confiance en lui offrant une prolongation d'une année, jusqu'à fin 2020. Le championnat qui doit débuter le 3 février 2020, est repoussé à de multiples reprises en raison de la crise du COVID-19. Cette période le confronte à une situation insolite : il entraîne son équipe depuis la France, par l'intermédiaire de points presse en visioconférence. Le coup d'envoi de la saison est finalement lancé le 25 juillet, avec un format inédit comprenant une phase régulière en deux groupes, puis une phase finale. Ses joueurs évoluent dans la poule B, la plus difficile puisque l'on note la présence du Shanghai SIPG Football Club ou Hebei China Fortune. À l'issue d'une phase de groupe globalement maîtrisée (2 défaites et 8 succès en 14 matchs) et malgré plusieurs points perdus après avoir mené au score, le Beijing Guoan termine 2e derrière le Shanghai SIPG Football Club. Son équipe se hisse donc dans le Final 8 du championnat, et défie en quart de finale Shandong Luneng, issu de la Poule A, un adversaire prestigieux contre lequel le Beijing n'a gagné que deux des onze dernières confrontations. À la mi-temps du match aller, son équipe est menée 2-0 mais revient à 2-2 ; puis renverse Shandong (2-1) au match retour, grâce à un doublé du jeune Yuning Zhang. Beijing Guoan atteint les demi-finales de Chinese Super League 2020 mais est éliminé (3-1) début novembre par le Guangzhou Evergrande entraîné par Fabio Cannavaro.
Après des « négociations amicales » en fin de contrat, il ne prolonge pas avec le Beijing Guoan. Le club aurait en effet aimé gagner le championnat, mais il ne se voyait pas rempiler pour une nouvelle saison sous Covid-19. Le 6 janvier 2021, il est remplacé sur le banc par Slaven Bilic, récemment démis de ses fonctions d’entraîneurs du côté de West Bromwich Albion.

#### Stade rennais FC (2021-2023)
Le 4 mars 2021, il devient le nouvel entraîneur du Stade rennais FC. Alors qu'il souhaitait, dans un premier temps, se reposer et ne reprendre une équipe qu'au mois de juin, il est convaincu par le directeur sportif Florian Maurice, qu'il a bien connu à Lyon, de succéder immédiatement à Julien Stéphan, démissionnaire. Il s'engage jusqu'en juin 2023. Le club est alors en difficulté après huit matchs sans succès. Malgré une première défaite à Marseille (1-0), le SRFC version Genesio parvient à retrouver de l'allant offensif et de la verticalité dans le jeu. Il parvient à relancer le club breton dans la course à l'Europe en remportant six des onze derniers matches (6 victoires, 2 nuls, 3 défaites) de la saison 2021-2022. Grâce à son succès (2-0) face au relégable nîmois lors de l'ultime journée, le Stade rennais termine à la 6e place et se qualifie pour la toute nouvelle Ligue Conférence.
L'intersaison 2021 est assez mouvementée : 13 joueurs quittent le club, dont le capitaine Damien Da Silva, les milieux Nzonzi, Grenier et Camavinga ou encore Romain Del Castillo ; et 7 joueurs arrivent, parmi lesquels Gaëtan Laborde, Kamaldeen Sulemana, Loïc Badé, Birger Meling et Lovro Majer. Le club investit donc environ 35 millions d'euros (80 millions d'arrivées et 45 millions de départs), une somme plutôt élevée pour un club de Ligue 1.
La pré-saison est pourtant assez poussive, avec une seule victoire contre le Torino (1-0, le 31 juillet) lors des cinq matchs amicaux. Ces difficultés s'expliquent en partie par la grosse charge physique imposée par le staff durant la préparation estivale, travail qui permettra au Stade rennais d'être l'équipe qui court le plus tout au long du championnat. Le début de saison est à l'image de la pré-saison : le SRFC compte 5 points après 6 journées, et pointe à la 16e place, après des défaites à Angers (2-0), Marseille (2-0) et contre Reims (0-2).
Rennes écarte tout de même Rosenborg (2-0 puis 1-3) en barrage européen et assure sa place en poule de Ligue Conférence. Sous pression au moment de recevoir Clermont, Bruno Genesio choisit de réintégrer Jonas Martin, jusque-là écarté, au onze de départ, et demande à ses joueurs d'assumer un style offensif, les bretons étrillent les auvergnats (6-0) et lancent alors une saison de tous les records.
Semaine après semaine, ils étouffent leurs adversaires, multiplient les séquences de jeu de haut niveau et marquent des buts superbement construits. Le collectif de Genesio fait chuter le PSG (2-0) pour la première fois de la saison, écrase son ancien club l'OL par deux fois (4-1 puis 2-4), et torpille Saint-Étienne (0-5), Bordeaux (6-0), Metz (6-1) ou encore Lorient (5-0).
Le Stade rennais termine premier de sa poule de Ligue Conférence devant Tottenham et le Vitesse Arnhem, et doit affronter Leicester en huitièmes de finale. Après un match aller raté en Angleterre (défaite 2-0), les coéquipiers de Benjamin Bourigeaud, buteur au retour, passent tout proche de l'exploit au Roazhon Park (victoire 2-1), au terme d'une rencontre émaillée par plusieurs erreurs d'arbitrage en défaveur des rennais, des décisions qui feront sortir Bruno Genesio de ses gonds : « Je dis simplement qu’on est peut-être arbitrés différemment si on s’appelle Rennes plutôt que Leicester, inconsciemment. J'espère qu'on va apprendre. Un célèbre président, qui n’est plus là, a dit un jour "J’ai compris". Il faut qu’on comprenne nous aussi. ».
Le club breton connaît également une grosse désillusion en Coupe de France, en s'inclinant en seizièmes de finale à Nancy, battu aux tirs au but (1-1, 4-3 aux t.a.b.). Après un début d'année 2022 compliqué par les différents départs de joueurs à la CAN, comme Nayef Aguerd et Hamari Traoré, le SRFC retrouve de l'énergie et de l'allant et va croire au podium jusqu'à la dernière journée de championnat.
Les hommes de Genesio maîtrisent parfaitement l'OM (2-0) lors de l'avant-dernière journée, pour leur dernier match au Roazhon Park. Ils concluent ainsi un très beau parcours à domicile, se classant deuxième meilleure équipe derrière le PSG, avec 43 points récoltés. Lors de l'ultime journée de Ligue 1, ils arrachent le match nul dans les derniers instants à Lille (2-2) grâce à un but de Serhou Guirassy, et récupèrent in extremis la 4e place devant l'OGC Nice. Les Bretons disputeront donc la phase de poules d'Europa League lors de la saison 2022-2023.
Au-delà du classement, la formation de Bruno Genesio a séduit la France par son jeu léché et ambitieux. Les supporters rennais parlent du plus beau jeu jamais pratiqué par leur équipe, ce qui fait dire à Genesio que son groupe « a rendu fier tous les Bretons ». Il faut dire que le cru 2021/2022 sur SRFC a battu presque tous les records de l'histoire du club : record de points engrangés (66), de victoires sur une saison de championnat (20), de buts marqués (82 rien qu'en Ligue 1), de différence de buts (+42).
Les Bretons terminent l'exercice deuxième meilleure attaque de Ligue 1 derrière le PSG. Une saison 2021/2022 exceptionnelle récompensée par le titre de meilleur entraîneur de Ligue 1 pour Bruno Genesio, remis lors de la soirée des trophées UNFP. C'est la première fois qu'il remporte ce trophée, et la première fois qu'un coach du Stade rennais est sacré.
Bruno Genesio est très apprécié à Rennes, pour ses qualités de tacticien bien sûr, mais aussi pour ses valeurs humaines, en adéquation avec la région. Il déclare à ce propos « qu'il y a une mentalité ici que j’apprécie et qui fait partie des valeurs que j’aime dans la vie de tous les jours », allant jusqu'à plaisanter sur sa demande d'un « passeport breton ». Ses joueurs louent unanimement son management et sa proximité avec le vestiaire. Martin Terrier reconnaît que le « coach est grandement responsable » de sa réussite (21 buts en 2021/2022, le meilleur total de sa carrière) car « il lui laisse beaucoup de liberté ». Benjamin Bourigeaud insiste sur « l'aspect humain » de Genesio : « C'est un entraineur d'une simplicité exceptionnelle. Sur le plan humain, il est proche de ses joueurs et nous considère un peu comme ses enfants. Mais il est aussi ultra exigeant dans le travail, dans l'efficacité pour tout ce qu'on fait ». Flavien Tait, transformé après l'arrivée de l'ancien coach lyonnais, évoque le « grand Monsieur » Genesio, « naturel sur et en-dehors du terrain ». Le milieu croate Lovro Majer, révélation de la saison rennaise, parle de Genesio comme « du meilleur entraîneur avec lequel il a travaillé ».
Alors que la reprise de l'entraînement a débuté, le 30 juin 2022 l'Équipe annonce une prolongation du coach rennais de deux années supplémentaires jusqu'en 2025, information confirmée le lendemain par le club.
Après un début de saison 2023-2024 compliqué en championnat (13e à un point du barragiste), le club annonce en novembre 2023 que Genesio quitte le club breton d'un commun accord.

#### LOSC Lille (2024-)
Le 5 juin 2024, le LOSC annonce la nomination de Bruno Genesio pour deux saisons.
Campagne européenne de la Ligue des champions 2024-2025
- Mardi 13 août à Istanbul, Lille élimine après prolongation le Fenerbahçe SK de José Mourinho (3-2 sur les deux matchs) lors du troisième tour de qualification.
- Mercredi 2 octobre 2024 à Lille, Lille bat le Real Madrid de Carlo Ancelotti (1-0) lors de la 2e journée de la phase de championnat.
- Mercredi 23 octobre 2024 à Madrid, Lille bat l'Atlético Madrid de Diego Simeone (3-1) lors de la 3e journée de la phase de championnat.

Bruno Genesio devient donc le seul entraîneur avec Jürgen Klopp, à avoir battu - en Coupe d'Europe - quatre entraîneurs de référence des années 2000 : Pep Guardiola avec Lyon à Manchester City (2-1) le 19 septembre 2018, puis José Mourinho, Carlo Ancelotti et Diego Simeone en 2024.

## Statistiques détaillées

### En tant que joueur
| Saison                | Club                  | Championnat           | Championnat | Championnat | Coupe(s) nationale(s) | Coupe(s) nationale(s) | Compétition(s) continentale(s) | Compétition(s) continentale(s) | Compétition(s) continentale(s) | Total | Total |
| Saison                | Club                  | Division              | M.          | B.          | M.                    | B.                    | Comp.                          | M.                             | B.                             | M.    | B.    |
| 1984-1985             | Olympique lyonnais    | Division 2            | 2           | 0           | -                     | -                     | -                              | -                              | -                              | 2     | 0     |
| 1985-1986             | Olympique lyonnais    | Division 2            | 10          | 0           | 1                     | 1                     | -                              | -                              | -                              | 11    | 1     |
| 1986-1987             | Olympique lyonnais    | Division 2            | 3           | 0           | 2                     | 0                     | -                              | -                              | -                              | 5     | 0     |
| 1987-1988             | Olympique lyonnais    | Division 2            | -           | -           | -                     | -                     | -                              | -                              | -                              | 0     | 0     |
| 1988-1989             | Olympique lyonnais    | Division 2            | 31          | 2           | 7                     | 0                     | -                              | -                              | -                              | 38    | 2     |
| 1989-1990             | Olympique lyonnais    | Division 1            | 35          | 5           | 1                     | 0                     | -                              | -                              | -                              | 36    | 5     |
| 1990-1991             | Olympique lyonnais    | Division 1            | 36          | 3           | 1                     | 0                     | -                              | -                              | -                              | 37    | 3     |
| 1991-1992             | Olympique lyonnais    | Division 1            | 29          | 1           | 1                     | 0                     | C3                             | 4                              | 0                              | 34    | 1     |
| 1992-1993             | Olympique lyonnais    | Division 1            | 7           | 0           | -                     | -                     | -                              | -                              | -                              | 7     | 0     |
| Sous-total            | Sous-total            | Sous-total            | 153         | 11          | 13                    | 1                     | -                              | 4                              | 0                              | 170   | 12    |
| 1993-1994             | OGC Nice              | Division 2            | 34          | 2           | -                     | -                     | -                              | -                              | -                              | 34    | 2     |
| Sous-total            | Sous-total            | Sous-total            | 34          | 2           | -                     | -                     | -                              | -                              | -                              | 34    | 2     |
| 1994-1995             | Olympique lyonnais    | Division 1            | 1           | 0           | -                     | -                     | -                              | -                              | -                              | 1     | 0     |
| Sous-total            | Sous-total            | Sous-total            | 1           | 0           | -                     | -                     | -                              | -                              | -                              | 1     | 0     |
| 1995-1996             | FC Martigues          | Division 1            | 27          | 1           | 1                     | 0                     | -                              | -                              | -                              | 28    | 1     |
| Sous-total            | Sous-total            | Sous-total            | 27          | 1           | 1                     | 0                     | -                              | -                              | -                              | 28    | 1     |
| Total sur la carrière | Total sur la carrière | Total sur la carrière | 215         | 14          | 14                    | 1                     | -                              | 4                              | 0                              | 233   | 15    |

### En tant qu'entraîneur
| Saison                         | Club                           | Championnat                    | Championnat | Championnat | Championnat | Championnat | Coupe(s) nationale(s) | Coupe(s) nationale(s) | Coupe(s) nationale(s) | Coupe(s) nationale(s) | Supercoupe | Supercoupe | Supercoupe | Supercoupe | Compétition(s) continentale(s) | Compétition(s) continentale(s) | Compétition(s) continentale(s) | Compétition(s) continentale(s) | Compétition(s) continentale(s) | Total | Total | Total | Total | % Victoires |
| Saison                         | Club                           | Division                       | M           | V           | N           | D           | M                     | V                     | N                     | D                     | M          | V          | N          | D          | C                              | M                              | V                              | N                              | D                              | M     | V     | N     | D     | % Victoires |
| ------------------------------ | ------------------------------ | ------------------------------ | ----------- | ----------- | ----------- | ----------- | --------------------- | --------------------- | --------------------- | --------------------- | ---------- | ---------- | ---------- | ---------- | ------------------------------ | ------------------------------ | ------------------------------ | ------------------------------ | ------------------------------ | ----- | ----- | ----- | ----- | ----------- |
| 1999-2000                      | Villefranche-sur-Saône         | CFA                            | 34          | 9           | 5           | 20          | -                     | -                     | -                     | -                     | -          | -          | -          | -          | -                              | -                              | -                              | -                              | -                              | 34    | 9     | 5     | 20    | 26,47%      |
| 2000-2001                      | Villefranche-sur-Saône         | CFA 2                          | 30          | 7           | 6           | 17          | -                     | -                     | -                     | -                     | -          | -          | -          | -          | -                              | -                              | -                              | -                              | -                              | 30    | 7     | 6     | 17    | 23,33%      |
| Total à Villefranche-sur-Saône | Total à Villefranche-sur-Saône | Total à Villefranche-sur-Saône | 64          | 16          | 11          | 37          | -                     | -                     | -                     | -                     | -          | -          | -          | -          | -                              | -                              | -                              | -                              | -                              | 64    | 16    | 11    | 37    | 25%         |
| 2005-2006                      | Racing Besançon                | CFA                            | 24          | 7           | 9           | 8           | -                     | -                     | -                     | -                     | -          | -          | -          | -          | -                              | -                              | -                              | -                              | -                              | 24    | 7     | 9     | 8     | 29,16%      |
| 2009-2010                      | Olympique lyonnais B           | CFA                            | 34          | 12          | 15          | 7           | -                     | -                     | -                     | -                     | -          | -          | -          | -          | -                              | -                              | -                              | -                              | -                              | 34    | 12    | 15    | 7     | 35,29%      |
| 2010-2011                      | Olympique lyonnais B           | CFA                            | 34          | 13          | 14          | 7           | -                     | -                     | -                     | -                     | -          | -          | -          | -          | -                              | -                              | -                              | -                              | -                              | 34    | 13    | 14    | 7     | 38,23%      |
| Total à l'Olympique lyonnais B | Total à l'Olympique lyonnais B | Total à l'Olympique lyonnais B | 68          | 25          | 29          | 14          | -                     | -                     | -                     | -                     | -          | -          | -          | -          | -                              | -                              | -                              | -                              | -                              | 68    | 25    | 29    | 14    | 36,76%      |
| 2015-2016                      | Olympique lyonnais             | Ligue 1                        | 19          | 12          | 3           | 4           | 4                     | 2                     | 0                     | 2                     | -          | -          | -          | -          | -                              | -                              | -                              | -                              | -                              | 23    | 14    | 3     | 6     | 60,86%      |
| 2016-2017                      | Olympique lyonnais             | Ligue 1                        | 38          | 20          | 5           | 13          | 3                     | 1                     | 1                     | 1                     | 1          | 0          | 0          | 1          | C1+C3                          | 6+8                            | 2+4                            | 2+2                            | 2+2                            | 55    | 27    | 10    | 18    | 49,09%      |
| 2017-2018                      | Olympique lyonnais             | Ligue 1                        | 38          | 23          | 9           | 6           | 5                     | 3                     | 0                     | 2                     | -          | -          | -          | -          | C3                             | 10                             | 6                              | 2                              | 2                              | 53    | 32    | 11    | 10    | 60,37%      |
| 2018-2019                      | Olympique lyonnais             | Ligue 1                        | 38          | 21          | 9           | 8           | 7                     | 5                     | 0                     | 2                     | -          | -          | -          | -          | C1                             | 8                              | 1                              | 6                              | 1                              | 53    | 27    | 15    | 11    | 52,77%      |
| Total à l'Olympique lyonnais   | Total à l'Olympique lyonnais   | Total à l'Olympique lyonnais   | 133         | 76          | 26          | 31          | 19                    | 11                    | 1                     | 7                     | -          | -          | -          | -          | -                              | 32                             | 13                             | 12                             | 7                              | 184   | 100   | 39    | 45    | 54,34%      |
| 2019                           | Beijing Guoan                  | CSL                            | 10          | 7           | 1           | 2           | -                     | -                     | -                     | -                     | -          | -          | -          | -          | -                              | -                              | -                              | -                              | -                              | 10    | 7     | 1     | 2     | 70%         |
| 2020                           | Beijing Guoan                  | CSL                            | 20          | 10          | 7           | 3           | 2                     | 1                     | 0                     | 1                     | -          | -          | -          | -          | ACL                            | 8                              | 6                              | 1                              | 1                              | 30    | 17    | 8     | 5     | 56,66%      |
| Total au Beijing Guoan         | Total au Beijing Guoan         | Total au Beijing Guoan         | 30          | 17          | 8           | 5           | 2                     | 1                     | 0                     | 1                     | -          | -          | -          | -          | -                              | 8                              | 6                              | 1                              | 1                              | 40    | 24    | 9     | 7     | 60%         |
| 2020-2021                      | Stade rennais FC               | Ligue 1                        | 11          | 6           | 2           | 3           | -                     | -                     | -                     | -                     | -          | -          | -          | -          | -                              | -                              | -                              | -                              | -                              | 11    | 6     | 2     | 3     | 54,54%      |
| 2021-2022                      | Stade rennais FC               | Ligue 1                        | 38          | 20          | 6           | 12          | 2                     | 1                     | 1                     | 0                     | -          | -          | -          | -          | C4                             | 9                              | 6                              | 2                              | 1                              | 49    | 27    | 9     | 13    | 55,10%      |
| 2022-2023                      | Stade rennais FC               | Ligue 1                        | 38          | 21          | 5           | 12          | 2                     | 1                     | 0                     | 1                     | -          | -          | -          | -          | C3                             | 8                              | 3                              | 4                              | 1                              | 48    | 25    | 9     | 14    | 52,08%      |
| 2023-2024                      | Stade rennais FC               | Ligue 1                        | 12          | 2           | 6           | 4           | -                     | -                     | -                     | -                     | -          | -          | -          | -          | C3                             | 4                              | 3                              | 0                              | 1                              | 16    | 5     | 6     | 5     | 31,25%      |
| Total au Stade rennais FC      | Total au Stade rennais FC      | Total au Stade rennais FC      | 99          | 49          | 19          | 31          | 4                     | 2                     | 1                     | 1                     | -          | -          | -          | -          | -                              | 21                             | 12                             | 6                              | 3                              | 124   | 63    | 26    | 35    | 50,80%      |
| 2024-2025                      | LOSC Lille                     | Ligue 1                        | 22          | 10          | 8           | 4           | 3                     | 1                     | 2                     | 0                     | -          | -          | -          | -          | C1                             | 12                             | 7                              | 1                              | 4                              | 37    | 18    | 11    | 8     | 56,76%      |
| Total au LOSC Lille            | Total au LOSC Lille            | Total au LOSC Lille            | 22          | 10          | 8           | 4           | 3                     | 1                     | 2                     | 0                     | -          | -          | -          | -          | -                              | 12                             | 7                              | 1                              | 4                              | 37    | 18    | 11    | 8     | 56,76%      |
| Total sur la carrière          | Total sur la carrière          | Total sur la carrière          | 440         | 200         | 110         | 130         | 28                    | 15                    | 4                     | 9                     | 1          | 0          | 0          | 1          | -                              | 73                             | 38                             | 20                             | 15                             | 542   | 250   | 154   | 155   | 46,68%      |

## Palmarès

### Joueur
Olympique lyonnais (1)
- Championnat de France de D2 (1)
  - Champion : 1989.

 OGC Nice (1)
- Championnat de France de D2 (1)
  - Champion : 1994.

### Entraîneur
Olympique lyonnais (0)
- Trophée des Champions (0)
  - Finaliste : 2016.

### Entraîneur adjoint
Olympique lyonnais (2)
- Coupe de France (1)
  - Vainqueur : 2012.

- Trophée des Champions (1)
  - Vainqueur : 2012.

- Coupe de la Ligue (0)
  - Finaliste : 2012 et 2014

## Distinctions individuelles
- Meilleur entraîneur de Ligue 1 en 2022 avec le Stade rennais FC[30].